# Роберт Олдріч
Роберт О́лдріч (англ. Robert Aldrich; 9 серпня 1918, Кренстон, Род-Айленд — 5 грудня 1983, Лос-Анджелес, Каліфорнія) — американський кінорежисер, сценарист і продюсер.

## Біографія
Роберт Берджесс Олдріч народився у родині впливових республіканців, онук американського сенатора й родич мільйонерів Рокфеллерів. Замість кар'єри в політиці чи бізнесі вибрав американський футбол.
Після травми коліна став працювати простим клерком у Голлівуді. Там він пройшов усі сходинки кіноієрархії: був менеджером, асистентом режисера, директором виробництва, сценаристом. Наприкінці 1940-х його вважали найкращим другим режисером Голлівуду. Працював з багатьма відомими режисерами, зокрема з такими як Чарлі Чаплін, Жан Ренуар і Джозеф Лоузі.
Самостійні постановки став здійснювати на телебаченні, в телесеріалах. Вони показали його професіоналізм, він знімав швидко й дешево. Це дозволило йому знову повернутися в Голлівуд, де він став одним з головних відкриттів у 1950-ті роки.

## Вибрана фільмографія
- 1956: «Осіннє листя» / Autumn Leaves
- 1962: «Содом і Гоморра» / Sodom and Gomorrah
- 1962: «Що сталося з Бебі Джейн?» / What Ever Happened to Baby Jane?
- 1964: «Тихше, тихше, мила Шарлотто» / Hush… Hush, Sweet Charlotte
- 1967: «Брудна дюжина» / The Dirty Dozen
- 1970: «Занадто пізно, герою» / Too Late the Hero
- 1974: «Найдовший ярд» / The Longest Yard
- 1975: «Метушня» / Hustle